# آبرامز (نام خانوادگی)
آبرامز یک نام خانوادگی است. افراد سرشناس با این نام از این قرارند:
- کریگتون آبرامز (۱۹۱۴–۱۹۷۴)، نظامی آمریکایی
- الیوت آبرامز (زادهٔ ۱۹۴۸)، دیپلمات، وکیل و عالم سیاسی آمریکایی
- جی. جی. آبرامز (زادهٔ ۱۹۶۶)، کارگردان و تهیه‌کننده آمریکایی
- ام.اچ. آبرامز (۱۹۱۲–۲۰۱۵)، منتقد ادبی آمریکایی
- استیسی آبرامز (زادهٔ ۱۹۷۳)، سیاستمدار، وکیل و رمان‌نویس آمریکایی